# Aulis Rytkönen
Aulis Rytkönen   (Karttula, 5 de gener de 1929 - Hèlsinki, 16 d'abril de 2014) fou un futbolista finlandès de la dècada de 1950 i entrenador.
Fou 37 cops internacional amb la selecció finlandesa.
Pel que fa a clubs, destacà a KuPS Kuopio in 1945, Toulouse FC i HJK Helsinki.

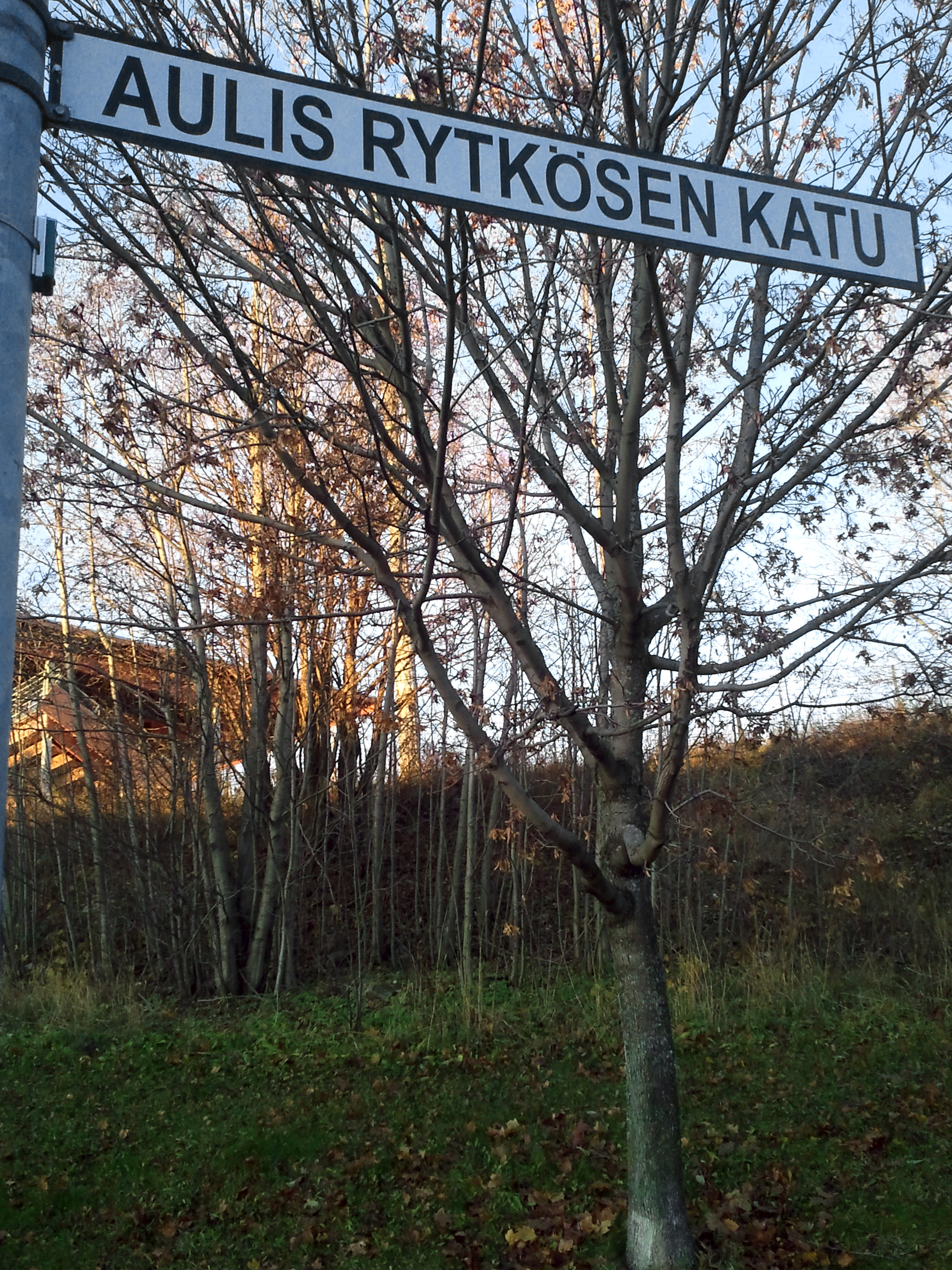
Carrer Aulis Rytkönen a Kuopio.